# 홍실
홍실(본명: 홍윤실, 1968년 8월 8일 ~ )은 대한민국의 가수이다.

## 경력
- 2018년 충청북도 도민 홍보대사

## 데뷔
- 2001년 노래 '꼭! 한번'

## 앨범
- 2021년 트로트 성인가요 애창곡 1집
- 2021년 청춘 일번지
- 2020년 트로트 인기 대중가요 1
- 2020년 최신 노래방 인기대중가요 트로트 애창곡 히트송 1집
- 2020년 최신 미스트롯 인기성인 애창가요 히트송 1집
- 2019년 옛날 옛적에 / 헤이 맘보
- 2016년 말해줘
- 2015년 아! 세월아 / 말해줘요 / 내 사랑 장미 / 헤이 맘보
- 2012년 트롯 콘서트 1,2집
- 2009년 내 사랑 장미 / 헤이 맘보
- 2006년 꼭 필요한 당신 / 당신이 너무 좋아
- 2001년 꼭! 한번